# Вінцентув (Конецький повіт)
Вінцентув (пол. Wincentów) — село в Польщі, у гміні Конське Конецького повіту Свентокшиського воєводства.
Населення — 280 осіб (2011).
У 1975-1998 роках село належало до Келецького воєводства.

## Демографія
Демографічна структура на день 31 березня 2011 року:
|          | Загалом | Допрацездатний вік | Працездатний вік | Постпрацездатний вік |
| -------- | ------- | ------------------ | ---------------- | -------------------- |
| Чоловіки | 142     | 38                 | 91               | 13                   |
| Жінки    | 138     | 22                 | 89               | 27                   |
| Разом    | 280     | 60                 | 180              | 40                   |